# Rillenstein von Stedesdorf

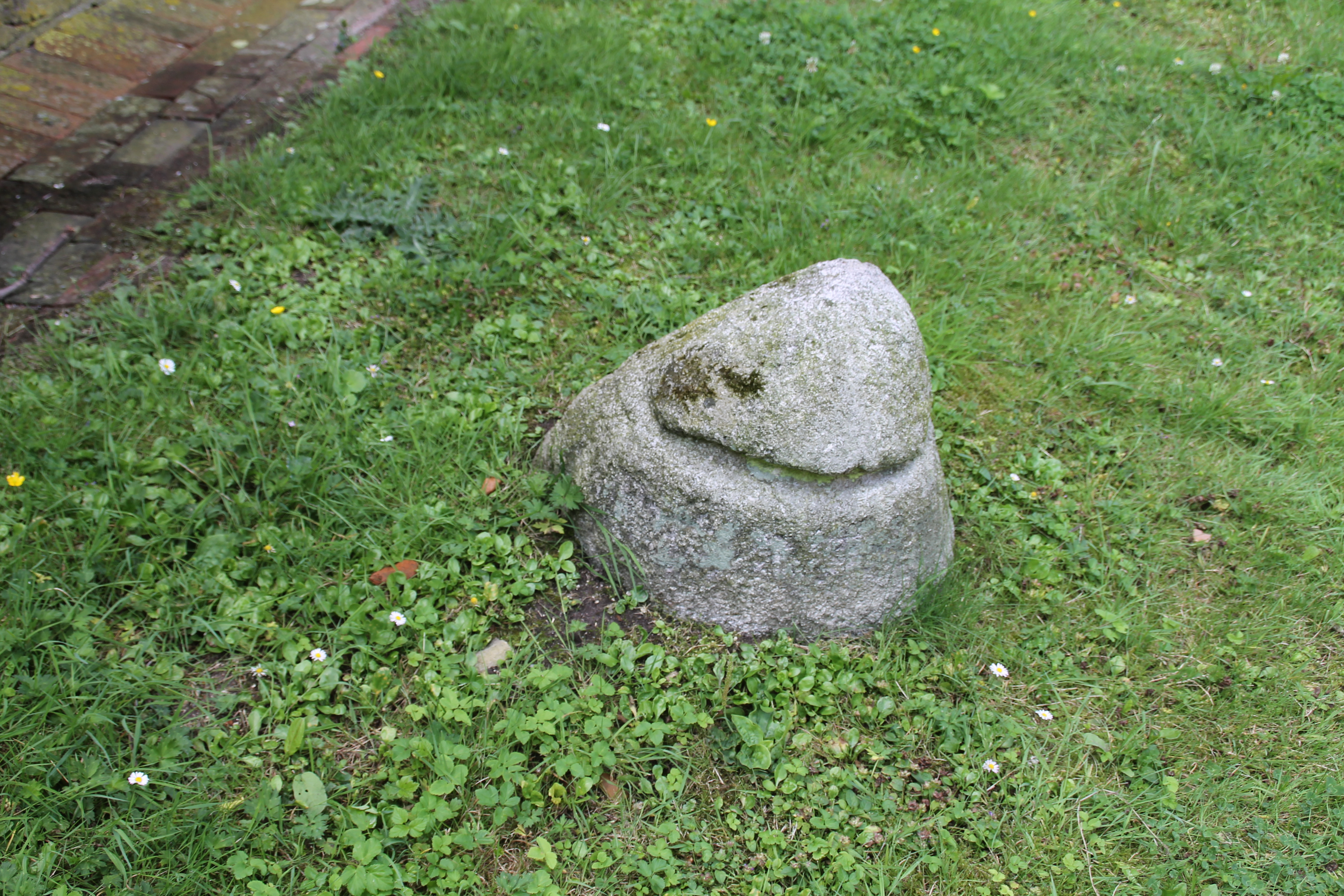
Rillenstein von Stedesdorf

Der Rillenstein von Stedesdorf steht auf der Kirchwurt, an der Nordseite des freistehenden Glockenturms der St.-Aegidien-Kirche von Stedesdorf in der Samtgemeinde Esens im Landkreis Wittmund in Niedersachsen.

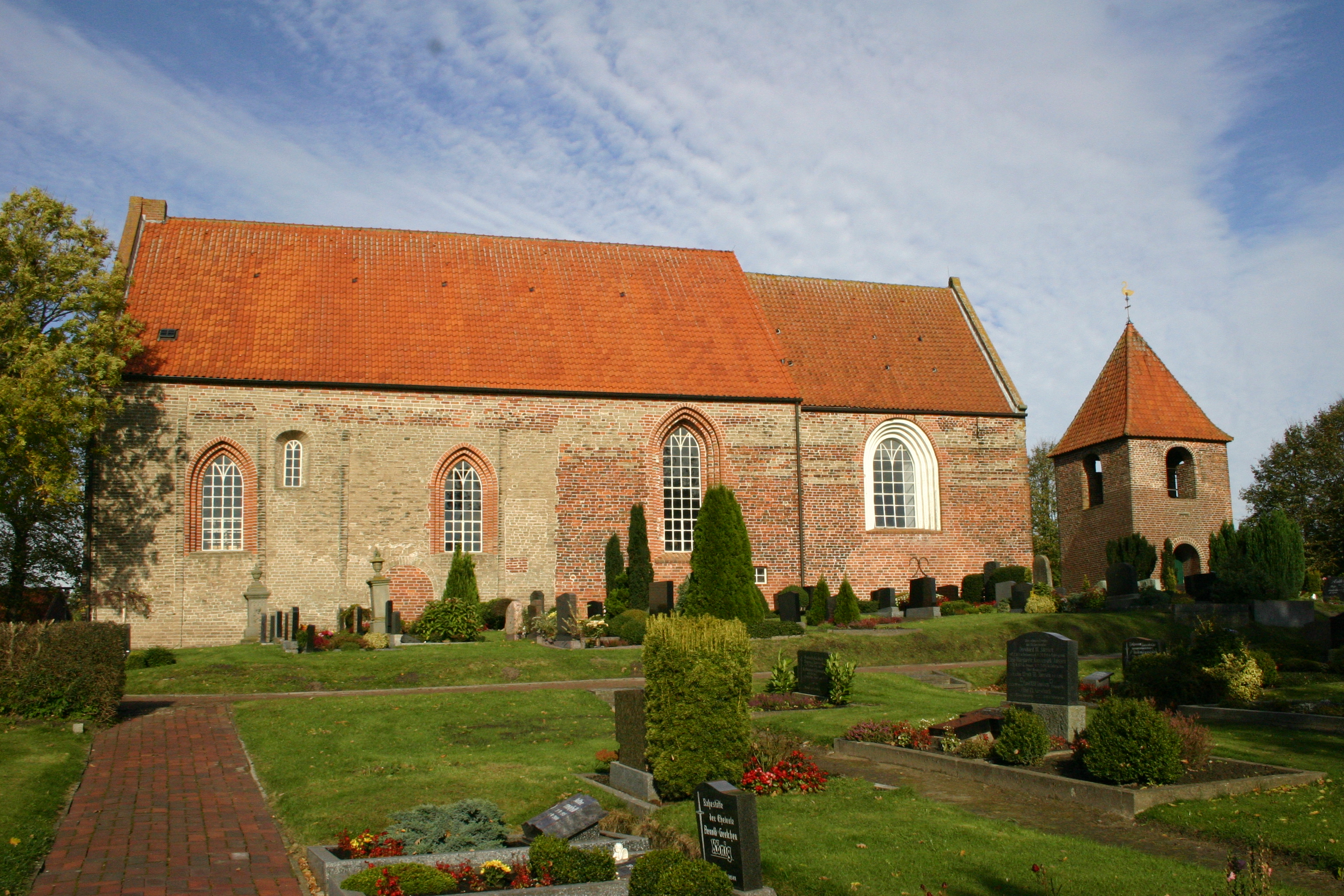
St. Aegidien in Stedesdorf – Fundort des Steins. Er befindet sich heute an der Nordseite des Glockenturms.

Der Rillenstein besteht aus einem kleinen runden, sich oben verjüngenden Granitfindling von 45 cm Höhe, in den umlaufend eine Rinne eingearbeitet ist. Karl-Heinrich Marschalleck entdeckte den Findling im Jahre 1962 unter dem Fußboden der Dorfkirche, wo er in der Vorgängerkirche als Standstein eines Pfostens diente. Möglicherweise wurde er als heidnisches Steinmal bewusst in die Kirche integriert.
Wann und mit welcher Intention die Rille, die dem Stein ein phallisches Aussehen verleiht, in den Stein eingearbeitet wurde, ist unbekannt. Der Stein lässt sich mit ähnlichen Steinbearbeitungen vergleichen, von denen einige durch archäologische Befunde als vorgeschichtliche Kultsteine ausgewiesen sind.